# Charly Kalsanei
Charly Kalsanei (7 marzo 1986) è un calciatore vanuatuano, portiere dello Shepherd United.

## Carriera

### Club
Ha sempre giocato nel campionato di casa.

### Nazionale
Con la maglia della Nazionale ha giocato una sola partita, nel 2004.